# Штайнгефельський замок
Штайнге́фельський за́мок (нім. Schloss Steinhöfel) — німецький замок, що розташований у комуні Штайнгефель, на землі Бранденбург. Замок відреставрували архітектори Фрідріх і Давід Жиллі.
1790 року замок придбав пруський обергофмаршал Валентин фон Массов. Саме завдяки його родині, що розширила споруду в XVIII ст., Штайнгефельський замок отримав свою поточну форму. З 1945 року замок перебував у радянській зоні окупації. У процесі земельної реформи майно було експропрійовано на користь громади. Споживчий кооператив використовував споруду як універмаг. 1958 року замок став вважатися «покинутим». 2000 року Штайнгефельський замок відреставрували, і тепер на його території розташований готель.

## Галерея

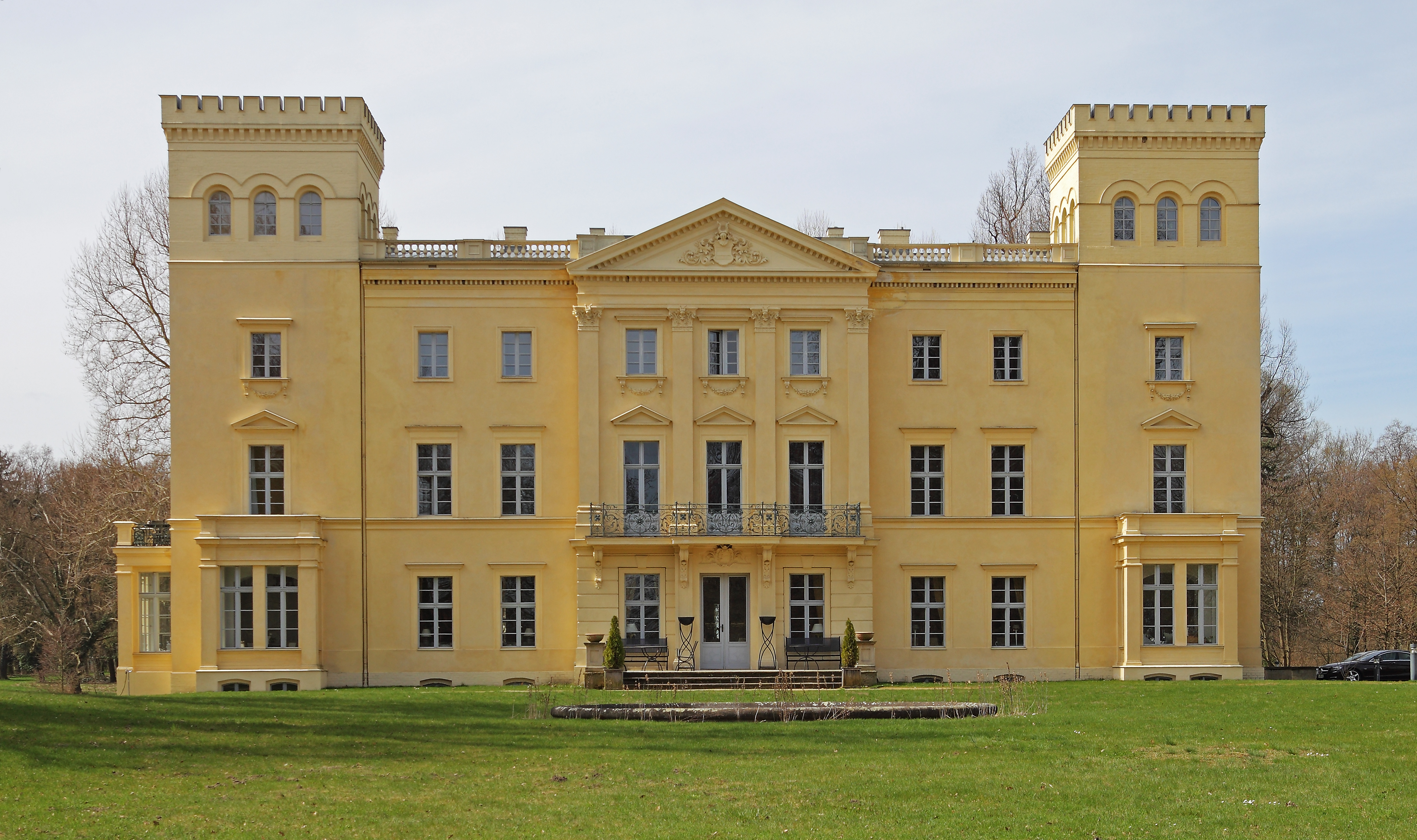
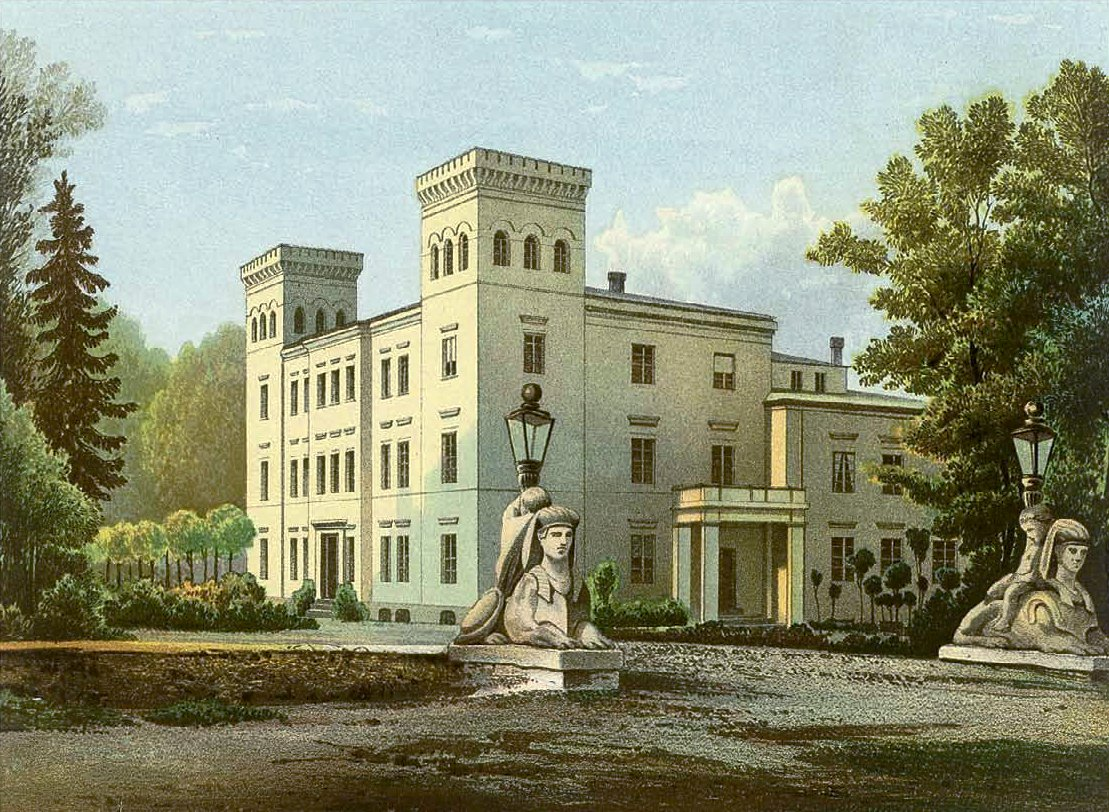
Малюнок замку 1860 року
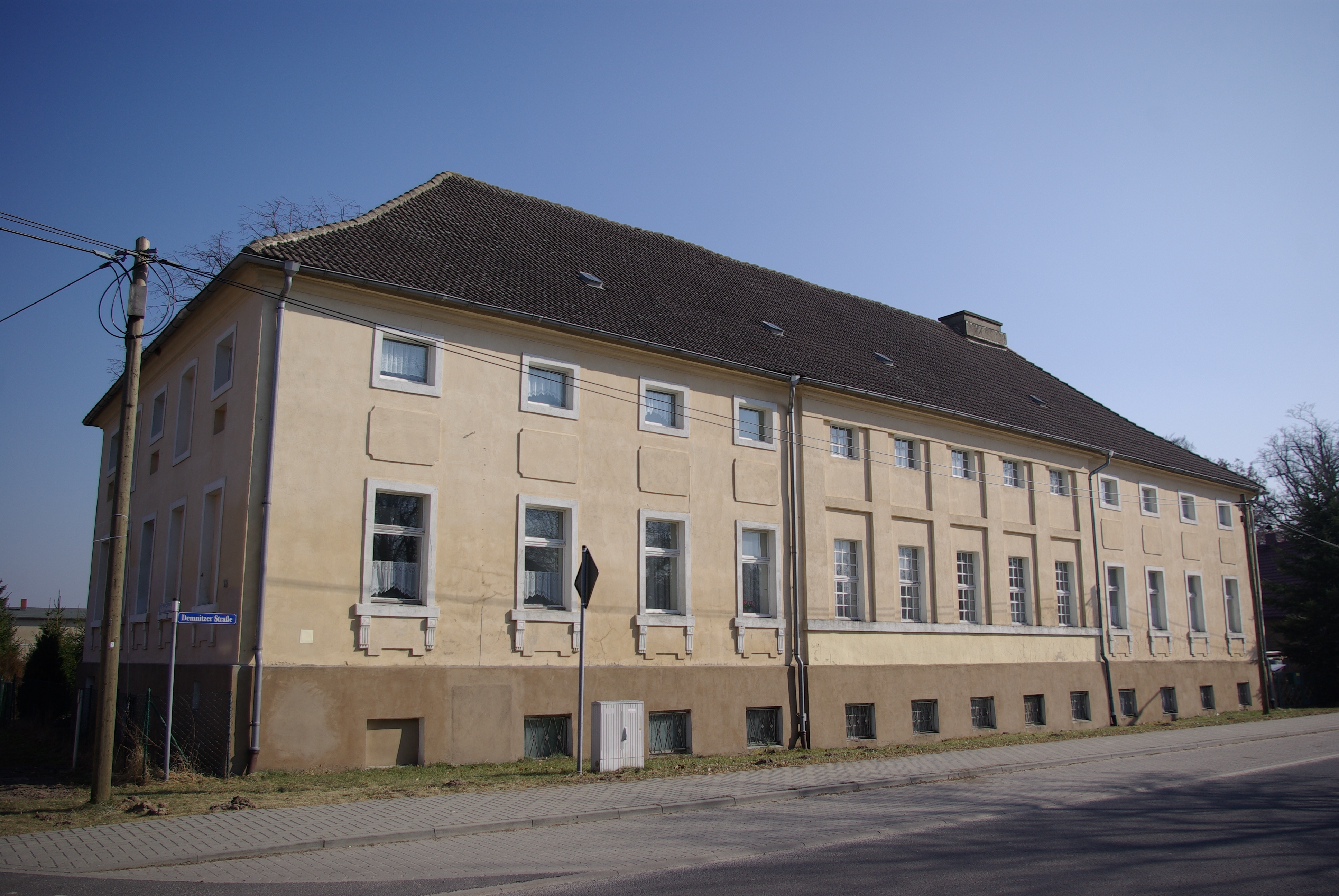
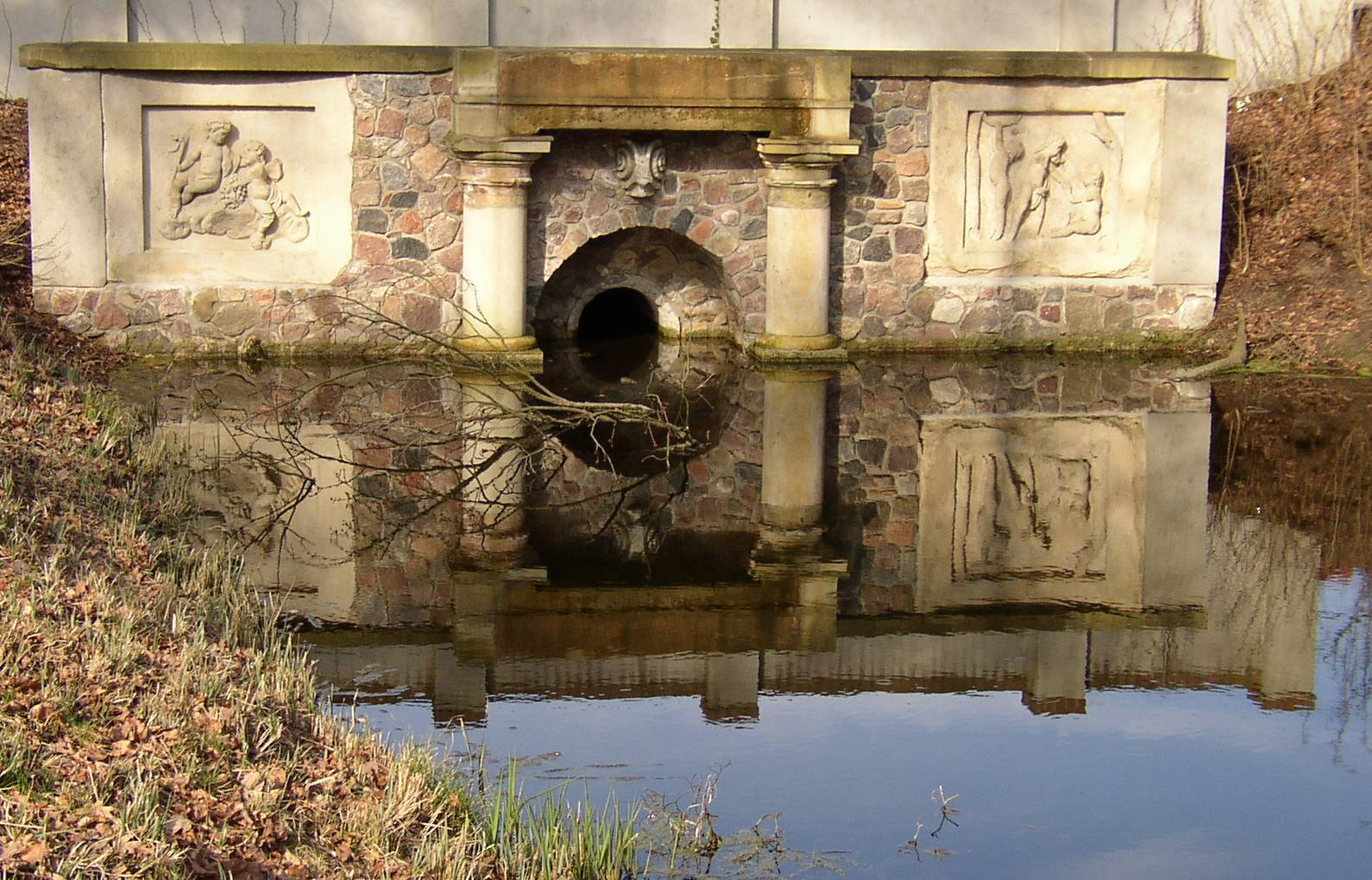
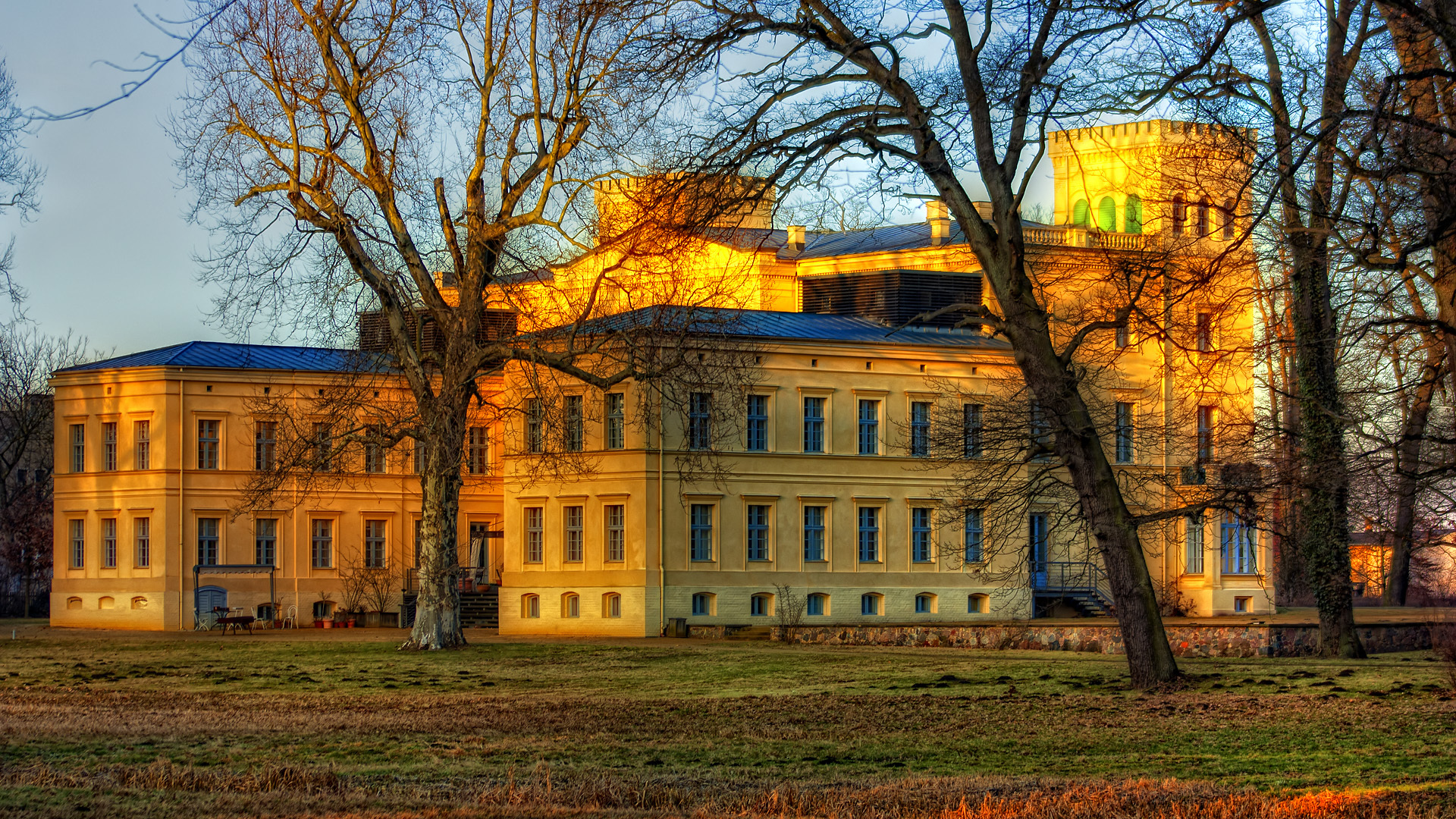
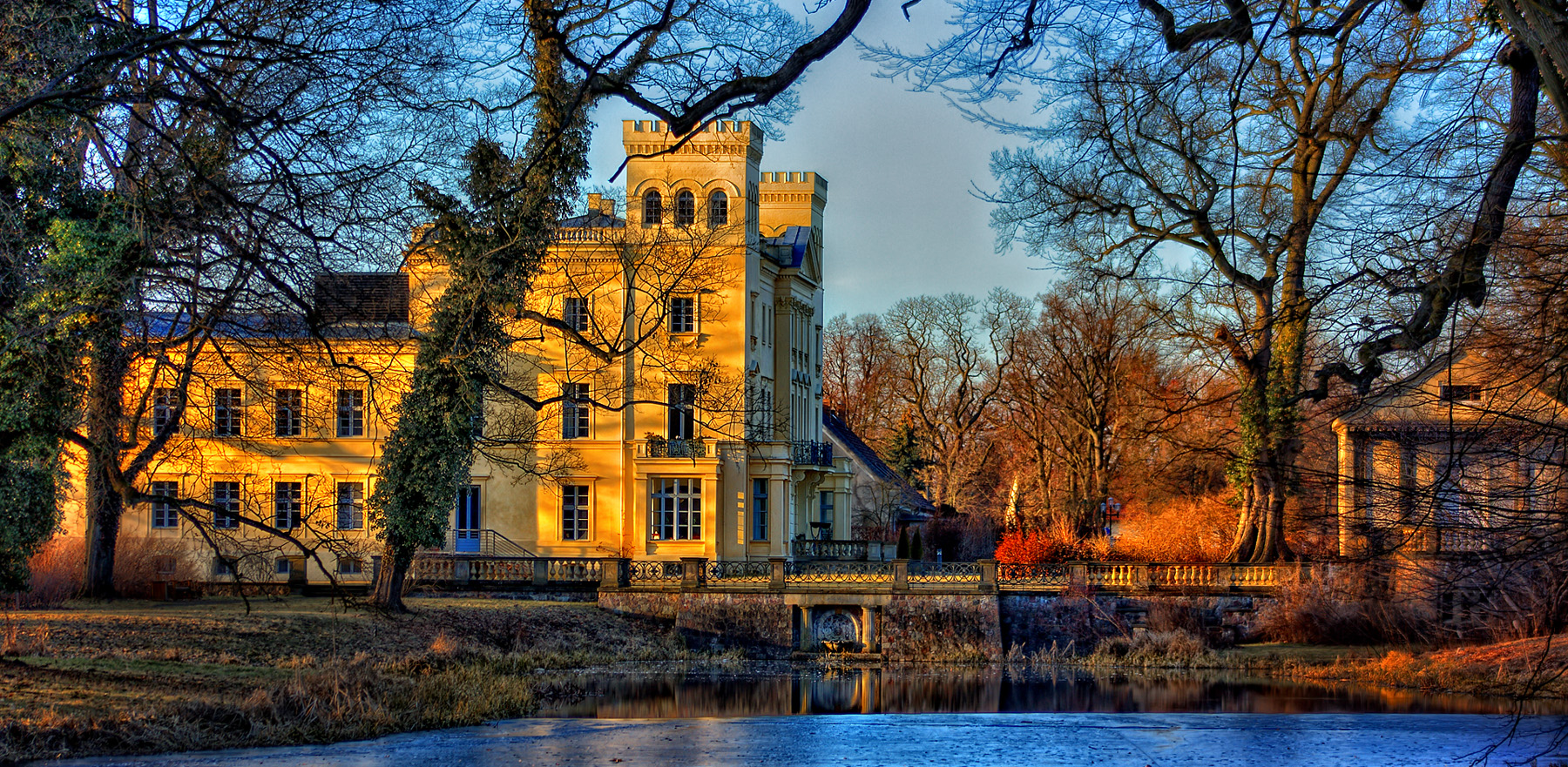
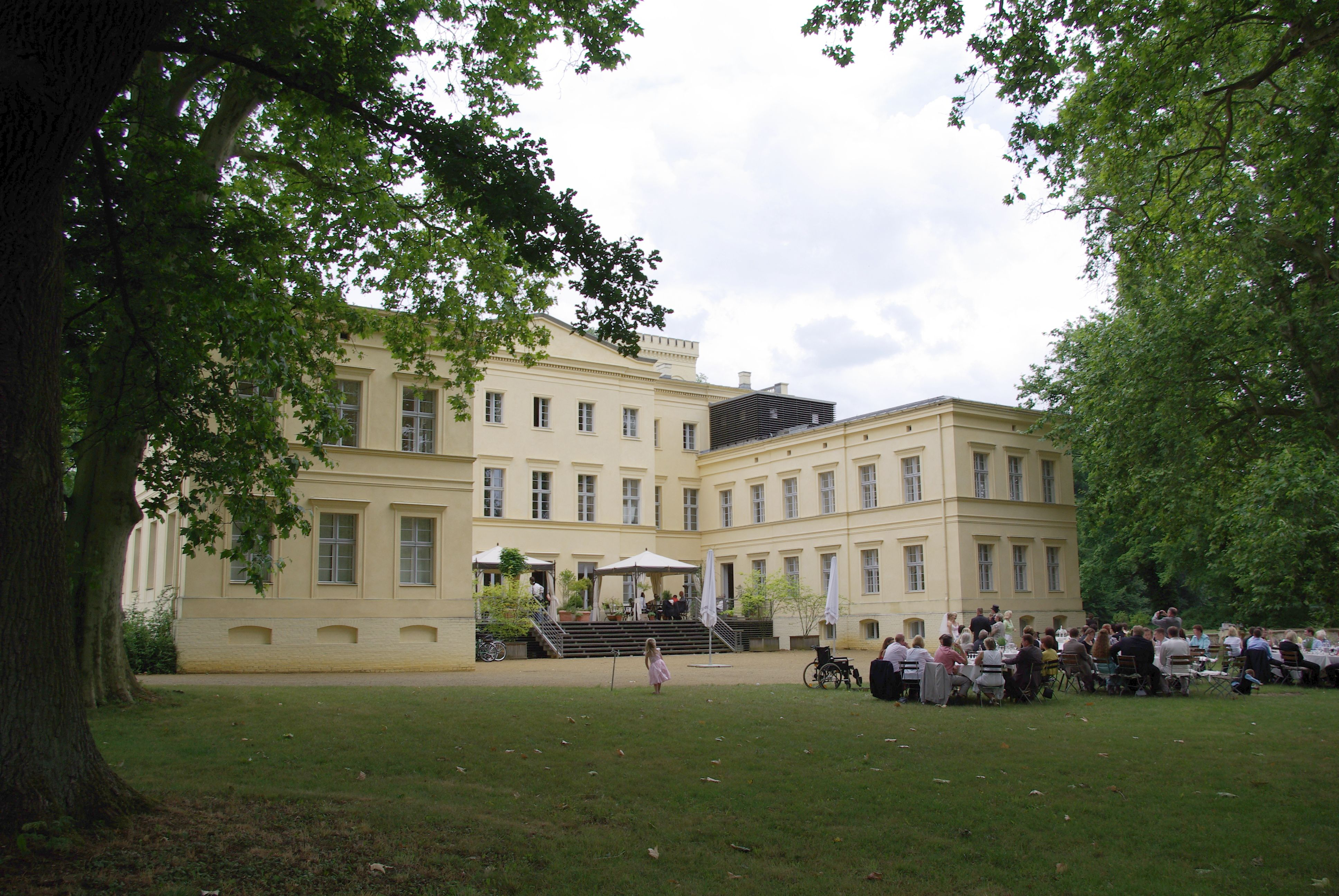